# C/1987 W2 Furuyama
C/1987 W2 Furuyama è una cometa non periodica con orbita retrograda. La cometa è stata scoperta il 23 novembre 1987 dall'astrofilo giapponese Shigeru Furuyama.